# Ikarus 280T

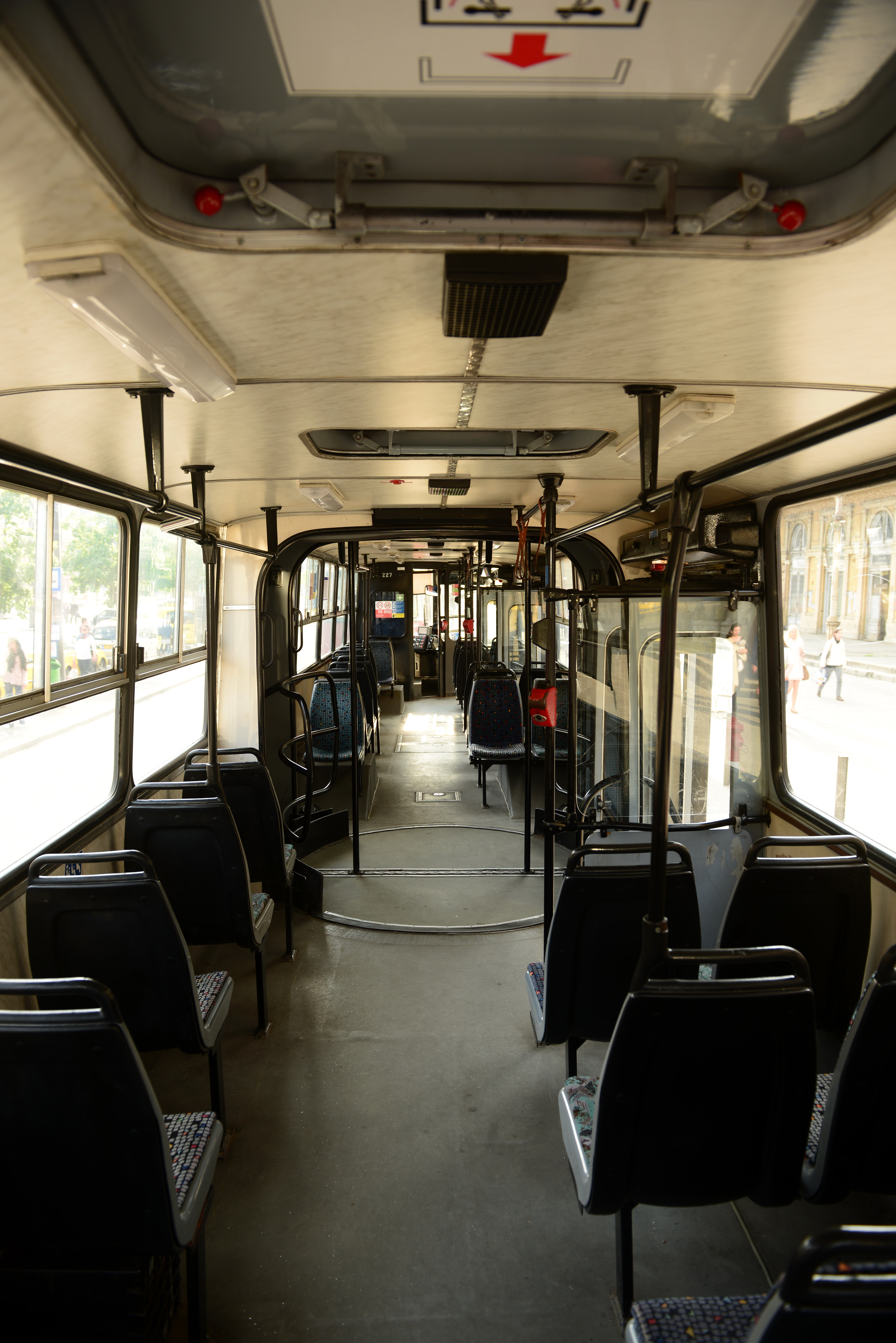
A 227-es GVM utastere

Az Ikarus 280T az Ikarus 280-as autóbusz alapján készített trolibusztípus. A karosszériákat az Ikarus Karosszéria- és Járműgyár gyártotta, elektromos berendezéseit különféle cégek tervezték. Kezdetben még a selejtezett ZiU-trolik elektronikáját használták fel, végül a legtöbb új troli a Ganz Villamossági Művekben (GVM) kifejlesztett berendezéssel készült.
Az első példány 1976-ban még ZiU–5-ösök berendezéseivel jelent meg Budapest utcáin. Ezt 1978-ig további 77 darab követte; közülük három különbözött a többitől, kísérleti megfontolásokból például önjáró üzemet is teszteltek. Magyarországon Szeged és Debrecen is beszerzett Ikarus trolikat. Szegedre került négy, korábban vásárokon járt bemutató darab és különféle prototípusok, majd hat darab Obus elektronikás sorozattroli is. Debrecen egy prototípust szerzett be; ezt további négy, szintén Obus elektronikás jármű követte.
A típus iránt külföldről is érdeklődtek: a prototípus járművek több nyugati országban jártak próbakörökön, többek között Franciaországban, Ausztriában és Svájcban, sőt, a tengeren túl is bemutatkoztak: az egyik járművet Mexikóban és az Egyesült Államok néhány városában tesztelték. A legnagyobb vásárló azonban Bulgária lett, a fővárosba (Szófia) 1985 és 1989 között 151 GVM-berendezésű trolit exportált az Ikarus, ezen felül további négy pedig Vraca városába került. Ezzel egy időben az NDK 150 trolit rendelt az egyik GVM-troli lipcsei bemutató útja után, de politikai változások miatt végül csak 55-öt szállítottak le. Ezek négy városban álltak forgalomba, az utolsót 2000-ben selejtezték – egyes GVM-trolik később Tallinnba, Temesvárra kerültek.
Az Ikarus legnagyobb vásárlója, a Szovjetunió magyar trolikat nem vásárolt, de néhány prototípus Moszkvában futott próbaköröket. Ezek alapján fejlesztették ki saját, autóbuszokból átépített trolibuszaikat, amelyeket SZVARZ-Ikarus néven állítottak forgalomba. Autóbuszokból átépített trolik Lengyelországban és Észak-Koreában is futottak, ezeket mind helyben gyártották Ikarus karosszériákkal.

## Magyarország

### Budapest

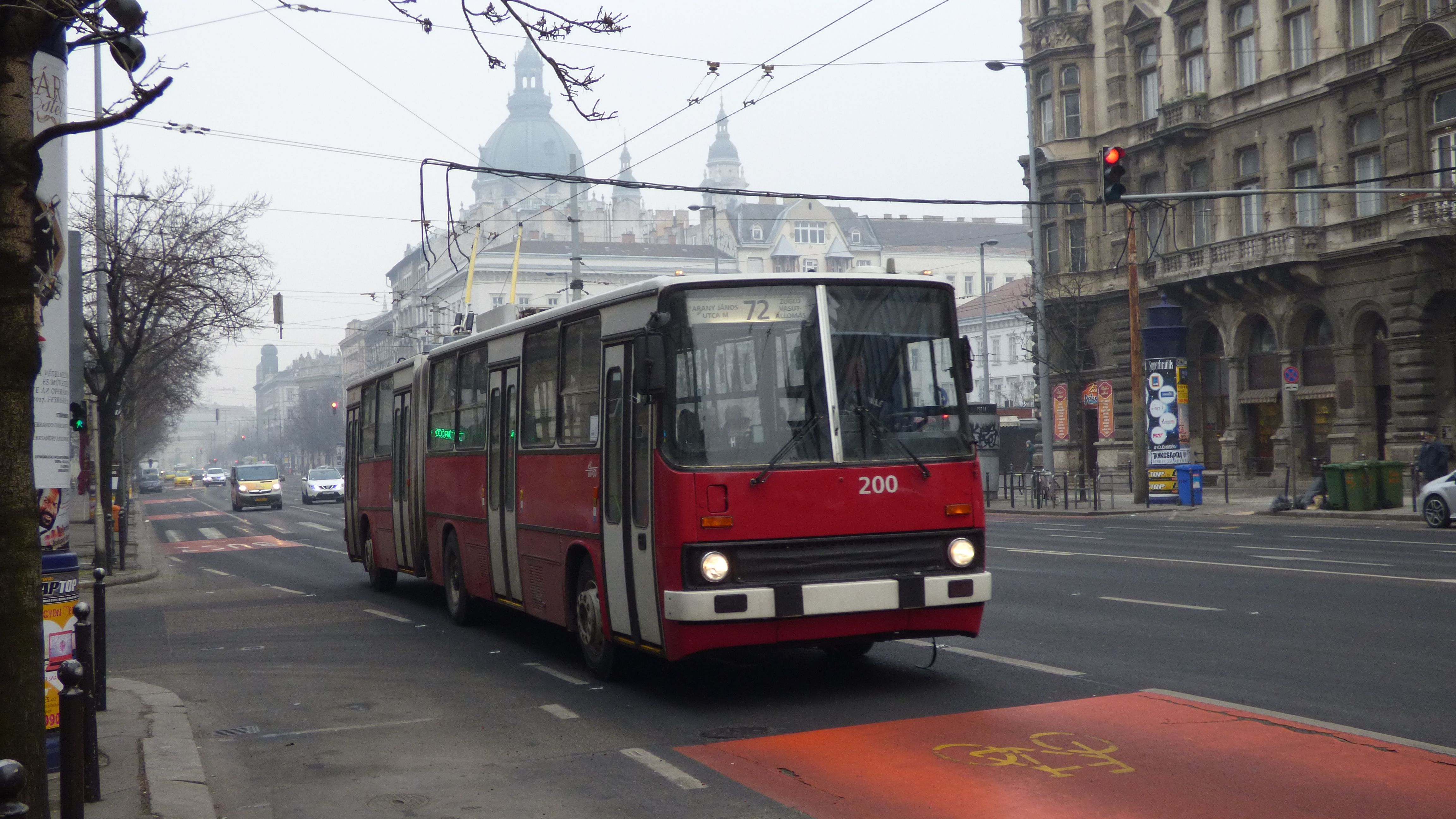
A felújított 200-as GVM

A Budapesti Közlekedési Vállalat (BKV) az új csuklós trolibuszok gyártásával az Ikarust bízta meg, mivel akkor még ez a technika kiforratlan volt. A megegyezés szerint az ezzel párhuzamosan selejtezésre kerülő ZiU–5 típusú trolik motorját és hajtásláncát építették be a szabványos Ikarus 280 buszok járműszekrényébe. Az első trolit Ikarus 280.T1 szériajellel 1975-ben szállították le és 1976. január 2-án vették állományba 100-as pályaszámmal. A prototípus jármű 1990 év végéig közlekedett, majd egy a garázsban történt kisebb baleset után megőrzési célból leállították. A helytelen tárolás miatt azonban állapota leromlott, ezért 2000-ben szétvágták.
A prototípus trolibusz sikere után 1976-ban (101-155) és 1978-ban (156-178 pályaszámok) vásárolt belőlük a BKV, a szóló változattal ellentétben erre azért nyílt lehetőség, mert a Szovjetunió ekkor még nem tudott csuklós járműveket gyártani. Az új trolik a 280.91 szériajelet és a 101–178 pályaszámot kapták, amelyek kocsiszekrényét az Ikarus leszállította a BKV-nak, ahol a selejtezett ZiU–5-ösök alkatrészeit beszerelték.
Néhány darab kísérleti megfontolásból különbözött a többiektől: a 101-es kísérleti örvényáramféket, a 102-es erősáramú védőkapcsolást, a 104-es akkumulátoros segédhajtást kapott, a 120-ast részben önjáróvá tették egy Lada motorral, a 155-ös pedig Volkswagen segédhajtással üzemelt. Utóbbi jármű az Ikarus tulajdonában volt 1989-ig. Az alkatrészeket általában utas nélküli tesztüzemekkel próbálták ki, amelyeket később kiszereltek.
A trolik először a 75-ös vonalon jártak, majd az újonnan létesített 80-as és 81-es vonalakon is megjelentek, illetve a ZiU-kkal vegyesen közlekedtek a 79-es vonalon. Az 1980-as évek végén elkezdték a selejtezésüket az újonnan érkező GVM-trolik érkezésével egy időben, az utolsó darabot 1995-ben vonták ki a forgalomból.
1981-ben kísérleti prototípusként készült el a két motoros, egyedi hajtásrendszerű 300-as pályaszámú troli, melyet az Ikarus, a BKV és a VKI (Villamosipari Kutatóintézet) közösen épített. Az egyik motort később kiszerelték. A trolival a hidraulikus hajtásrendszert tesztelték, mellyel a sokszor hibás szaggatós berendezéseket szerették volna lecserélni. A próbák végül sikertelenek voltak, a troli további sorsa ismeretlen.
Egy Ikarus prototípus troli még készült 1987-ben, ezt 199-es pályaszámon vette állományba a BKV 1990-ben. A jármű a 972-es ZiU–9V típusú troli (később ZiU–9B-vé átépített, egyedi példány) berendezéseivel közlekedett. Az új konstrukció eredményeképpen a troli villamosféke erősebb lett, ám néha megnőtt a késedelmi ideje (később fékezett), vagy blokkolásig fékezte a hajtott kerekeket, ezáltal erősen balesetveszélyessé vált. 1996-ban átépítették GVM-berendezéssel és a 283-as pályaszámot kapta, így 2014-ig forgalomban volt. Ekkor ennek a trolinak az alkatrészeit használták fel a 156-os pályaszámú nosztalgiatroli megépítésekor.

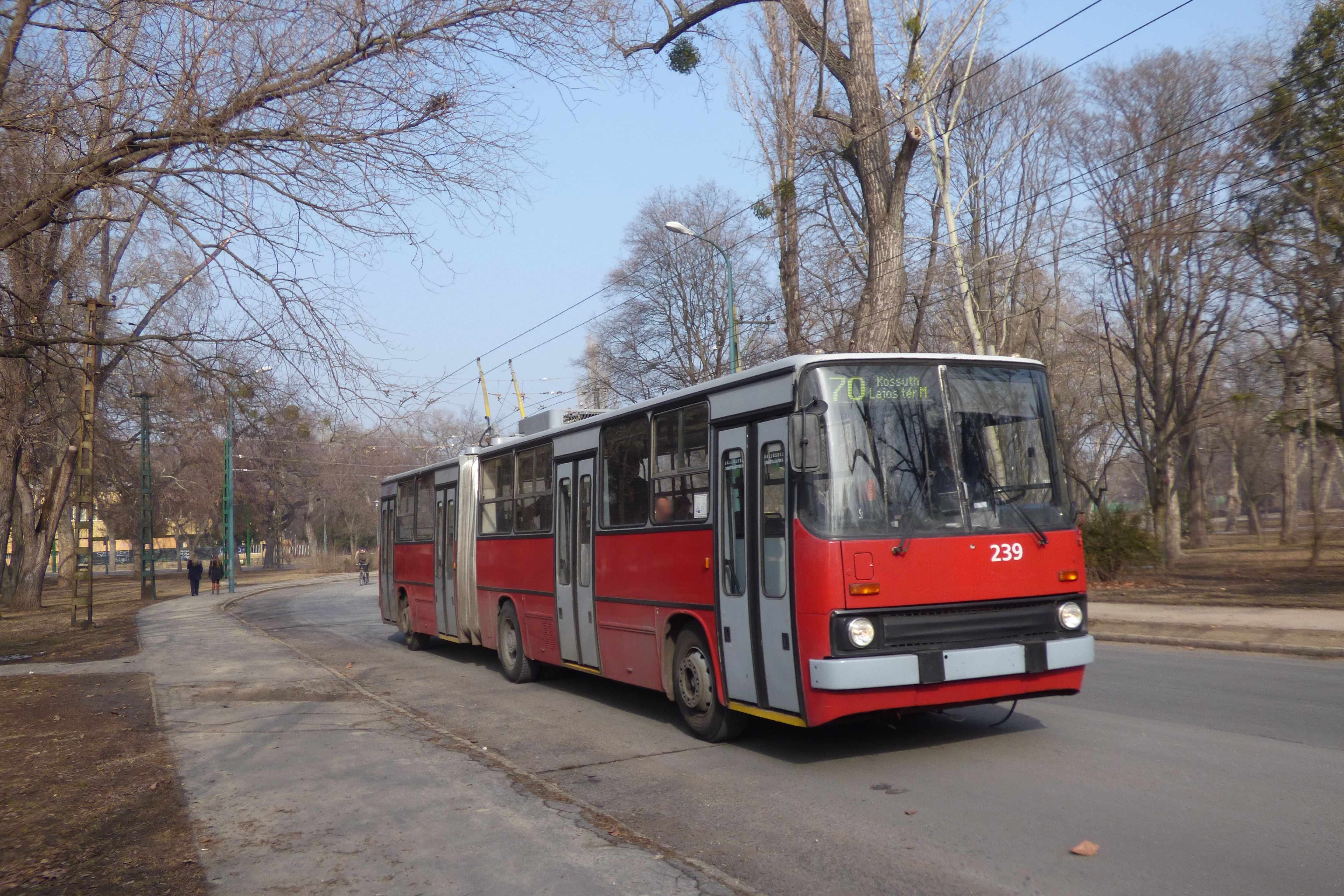
Egy kijelzős GVM a Városligetben

1987-ben hét, 1988–1989 között pedig 76 darab GVM-troli került Budapestre Ikarus 280.94 szériajellel, amik szinte teljesen megegyeztek a keletnémet 280.93-as járművekkel. Öt darab harmonikaajtóval, míg a többi bolygóajtókkal érkezett, de az öt harmonikaajtós trolit is 2001 és 2003 között átalakították bolygóajtóssá. A trolikba 196 kW-os TK 110 K jelű motor került, nevüket pedig a villamosegységeket gyártó Ganz Villamossági Művekről (rövidítve GVM) kapták, pályaszámuk 200–282. A motorok feszültségét szabályzó egyenáramú GTO szaggatós technológiával készültek, melynek fejlettsége akkor úttörőnek számított a villamosgépiparban. A budapesti trolikban ezt a funkciót cseh gyártmányú tirisztorok látták el. A járművek másik úttörő tulajdonsága a visszatápláló villamosfék, amely fékezéskor generátorként viselkedve villamosenergiát képes visszatáplálni a felsővezetékbe. Az új trolikat a sofőrök eleinte nehezen szokták meg, mert a korábbi típushoz képest az ellentétes oldalon volt a fékpedál. 1997. március 16-án az Örs vezér terén a műszaki pihenőre félreálló 263-as pályaszámú trolibuszt egy fiatalembernek sikerült beindítania, majd a 14. számú ház előtt egy autóval összeütközött, végül pedig a panelháznak csapódott. Az összetört kocsit később megjavították, majd újra forgalomba állt. Az első GVM-troli selejtezése 2014. március 31-én történt meg, ekkor hat darabot állítottak le. 2015. február 15-én a 205-ös pályaszámú kocsit Eberswalde vette meg, ahol nosztalgiacélok miatt felújítják. 2016. december 22-én az ukrajnai Bila Cerkva négy trolit megvásárolt a BKV-tól, ezeket eredeti piros festésükkel küldték ki. Budapesten 2022 decemberében már csak 26 darab GVM-troli volt állományban. 2023. január 31-én végleg leállításra került 5 darab trolibusz, az elsőként legyártott 200-as troli egyéb állományba került, majd később az is selejt lett, és elbontásra került. Februárban három trolibusz leállítása és egyéb állományba helyezése történt, márciusban négy trolibusz került végleg leállításra. 2024 január végén újabb GVM került egyéb állományba, jelenleg már csak 9 darab GVM troli van állományban.
2024 szeptemberében forgalmi állományban maradt: 207, 229, 236, 237, 239, 260, 266, 271, 275. Egyéb állományban: 278 és 156. (A 263-ast váztörés miatt törölték.)

### Debrecen

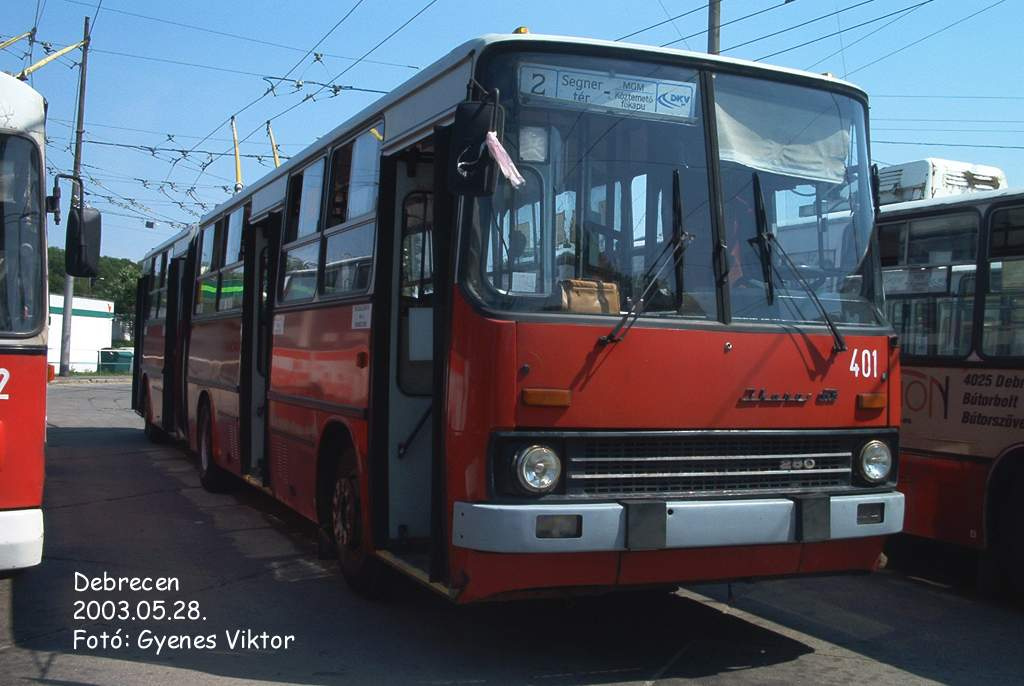
A 401-es troli Debrecenben

A típus debreceni története 1989 végén kezdődött, amikor a BKV-tól kölcsönkapott 213-as pályaszámú GVM-trolit tesztelték, ami három hónapig utasokat is szállított a városban eredeti BKV festésében. A tesztüzem után Debrecen az egyik T6-os prototípust szerezte meg, ami eredetileg İzmir városának készült, majd budapesti próbafutásai után Ankarába került. 1982-ben visszavitték Budapestre, ahol a szaggatós berendezések fejlesztéséhez tesztelték a Ganz gyárban, végül 1991 márciusában került Debrecenbe. Itt egy balesetes ZiU–9-es troli elektromos berendezéseivel szerelték fel, majd 400-as pályaszámmal vették állományba. Egyedisége és nehézkes javítása miatt 2000-ben selejtezték. A kedvező tapasztalatok miatt azonban 1991 őszén további négy darab Ikarus troli állt üzembe a Debreceni Közlekedési Vállalat színeiben, amelyekbe szintén ZiU–9 alkatrészek kerültek. Kettőt Budapesten, kettőt pedig a Debrecenben szereltek össze, a trolik a 401–404 pályaszámokat kapták. 2007-ig a debreceni buszok és trolik kék-fehér fényezést kaptak, a 404-es troli kivételével, ami korábbi piros festését megtartotta. Ezt a járművet 2016-ban selejtezték, majd 2017 márciusában szétvágták. Ekkor a másik három még forgalomban volt. 2019 őszén rossz állapota miatt a 403-as járművet is selejtezték és feldarabolták. 2021 tavaszán a 401-es járművet is selejtezték majd egy évvel később eladták egy gyüjtőnek (áramszedő és elektromos berendezés nélkül). A 402-es trolibusz 2024-ben kisebb felújításon esett át, azóta nosztalgiajárműként közlekedik.

### Szeged

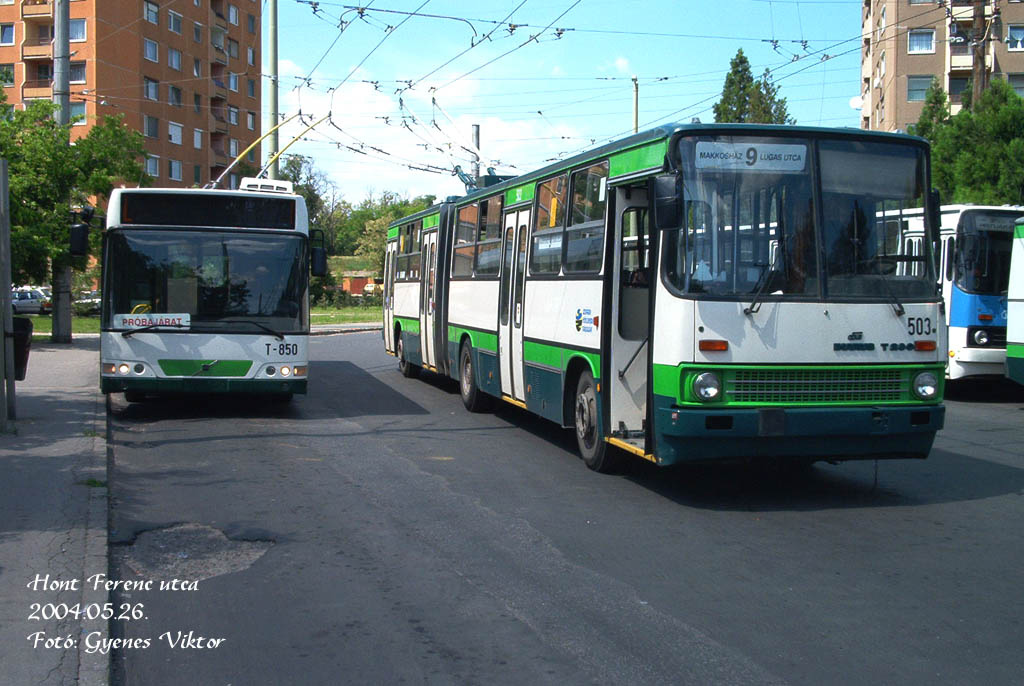
Az 503-as troli Szegeden

Szeged első Ikarus trolibuszait 1982-ben szerezte be, ekkor két kísérleti darab került az alföldi városba: a Kiepe-elektronikás T4-es és a Ganz-elektronikás T6-os. Másfél évvel később a Hitachi-elektronikás T7-est, 1987-ben pedig az egyik BBC-elektronikás T3-ast is megvették. A T4-es 1978-ban készült, ebbe Kiepe-berendezést szereltek. Ellenállás-vezérlése egyedi volt, elektropneumatikus kontaktorvezérléssel rendelkezett. Szegedre 1982-ben került, majd 1984-ben vették állományba T4-281 pályaszámmal és 1992-ig volt forgalomban. Az első T6-os prototípus 1980-ban épült bolygóajtókkal, részben önjáró funkcióval. A próbafutások után megjelent a BNV-n, majd Lipcsében is. Ez után Weimarban forgalomba is állították 1980 szeptembere és novembere között, majd kiállították Plovdivban, illetve további próbaúton vett részt Szófiában. 1982-ben került Szegedre T6-281-es pályaszámmal, 1990-ben villámcsapás érte, amelytől tönkre mentek az elektromos berendezései, de hivatalosan csak 1996-ban selejtezték. 2011-ben Szeged környékén megtalálták a jármű roncsait, és 2014-ben a Közlekedési Emléktár Alapítvány megvásárolta. A T3-as 1980-ban Linzben, majd Grenoble-ban járt próbaúton, utána 1986-ig az Ikarusban kísérleteztek vele. Szegedre üresen került, ahol 1987-ben állt forgalomba GVM-berendezéssel. Pályaszáma T6-282 volt. 1999-ben selejtezték, de csak 2002-ben vágták szét. A T7-es prototípus egy 1977-es szekrényre épült, de csak 1980-ra készült el. Japán Hitachi-berendezéssel építették meg, Volkswagen segédmotorral, így önjáró üzemre is képes volt. 1985-ben került Szegedre, ahol a T7-281-es pályaszámot kapta. 1994-től nem közlekedett, de csak 1998-ban selejtezték, majd egy évvel később elbontották.
1991-től 1993-ig az Obus Kft. berendezéseivel hat darab trolit vásárolt a Szegedi Közlekedési Társaság, ezeket Budapesten előszerelték, a végső összeszerelést pedig Szegeden végezték. A járművekbe ZiU–9-es elektromos berendezések voltak beépítve, a légsűrítő viszont lengyel gyártmányú volt. A trolikat 500–505 pályaszámmal vették állományba. 2001-ben az 502-es pályaszámú trolit átalakították Ganz aszinkron motoros hajtásúvá, illetve a német Eberswalde városából két darabot használtan vásároltak, ezek az 506-os és 507-es pályaszámokat kapták. A trolikat 2004-ben kezdték el selejtezni, helyükre használt Mercedes és Škoda 15Tr trolikat vásároltak. Az 505-ös pályaszámú trolibuszt 2009-ben felújították, és azóta nosztalgiajárműként közlekedik. Az utóbbi években menetrend szerinti forgalomban csak alkalmanként közlekedő 502-est 2018. október 19-én – a hatósági vizsgájának lejártával – végleg leállította az SZKT, ezzel törölte az utolsó Ikarus-troliját is az állományból. A troli ezután a Közlekedési Múzeum gyűjteményébe került és 2019. május 29-én szállították Szegedről Budapestre. 2023-ban visszatért a típus Szegedre: négy BKV-tól bérelt jármű érkezett, és állt forgalomba December 10-én a járműhiány átmeneti orvoslása érdekében , de mivel nem vált be, a sok meghibásodás miatt ezért visszaadták 2024. Július elején a BKV-nak, ami egyéb állományba rakta őket, de 2024 December elején törölték az egyéb állományból is őket

## Külföld

### Bulgária

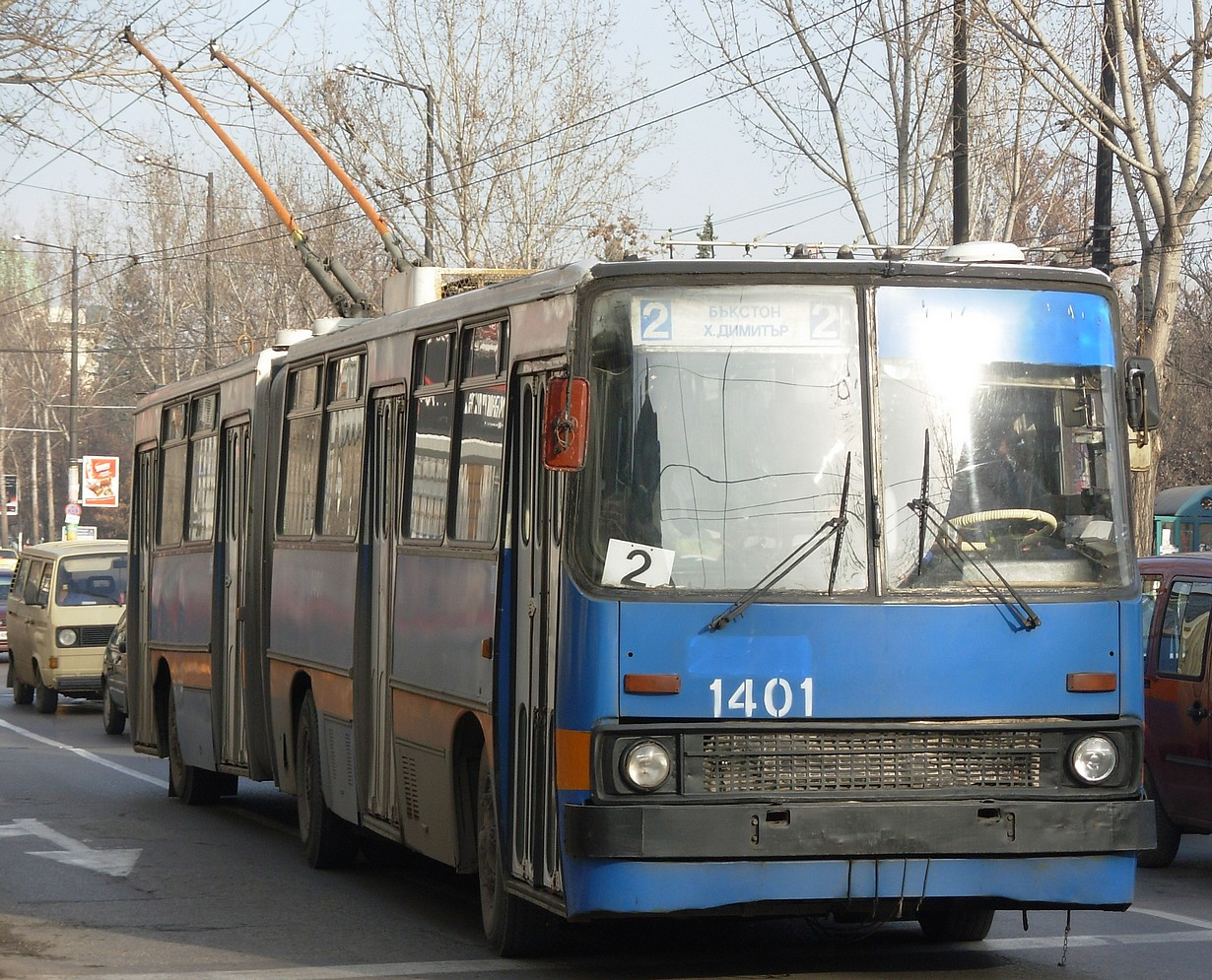
Szófiában

Az Ikarus GVM-elektronikával először 1985-től 1989-ig gyártott sorozattrolit Bulgáriának Ikarus 280.92 szériajellel, ezek Szófiában álltak forgalomba. A trolik egy részének homlok- és hátfalát a 2000-es években lecserélték. Az egykori 151 darabos flottának a nagy részét már selejtezték, 2017 januárjában még 60 körüli állományi Ikarus trolibuszuk van, amelyek leginkább csak csúcsidőszakban közlekednek.
2021-re már csak 31 darab volt állományban, egy részük már üzemképtelen volt.
2021 október 26-án 12 darab Ikarus trolira lehetett licitálni ócskavasáron való eladás céljából.
1991-ben négy darab 280.92-es trolit Vraca városa is vásárolt, ezek közül kettőt 2016-ban selejteztek, a másik kettőt pedig 2021-ben.
Szófiában három Ikarus 280-as autóbuszba Škoda 9Tr-berendezést építettek, ezeket 401-403 pályaszámokon vették állományba és 2004-ben selejtezték őket.

### Észak-Korea
Phenjanban is közlekedett Ikarus troli, de az ország elszigeteltsége miatt ezekről nem áll rendelkezésre elég forrás. Új trolikat az Ikarus nem adott el Észak-Koreának, a trolibuszok közül kettő ránézésére két darab Ikarus 260-as autóbuszból van összeillesztve, a harmadik pedig egy Ikarus 280-as busz átalakítva.

### Észtország

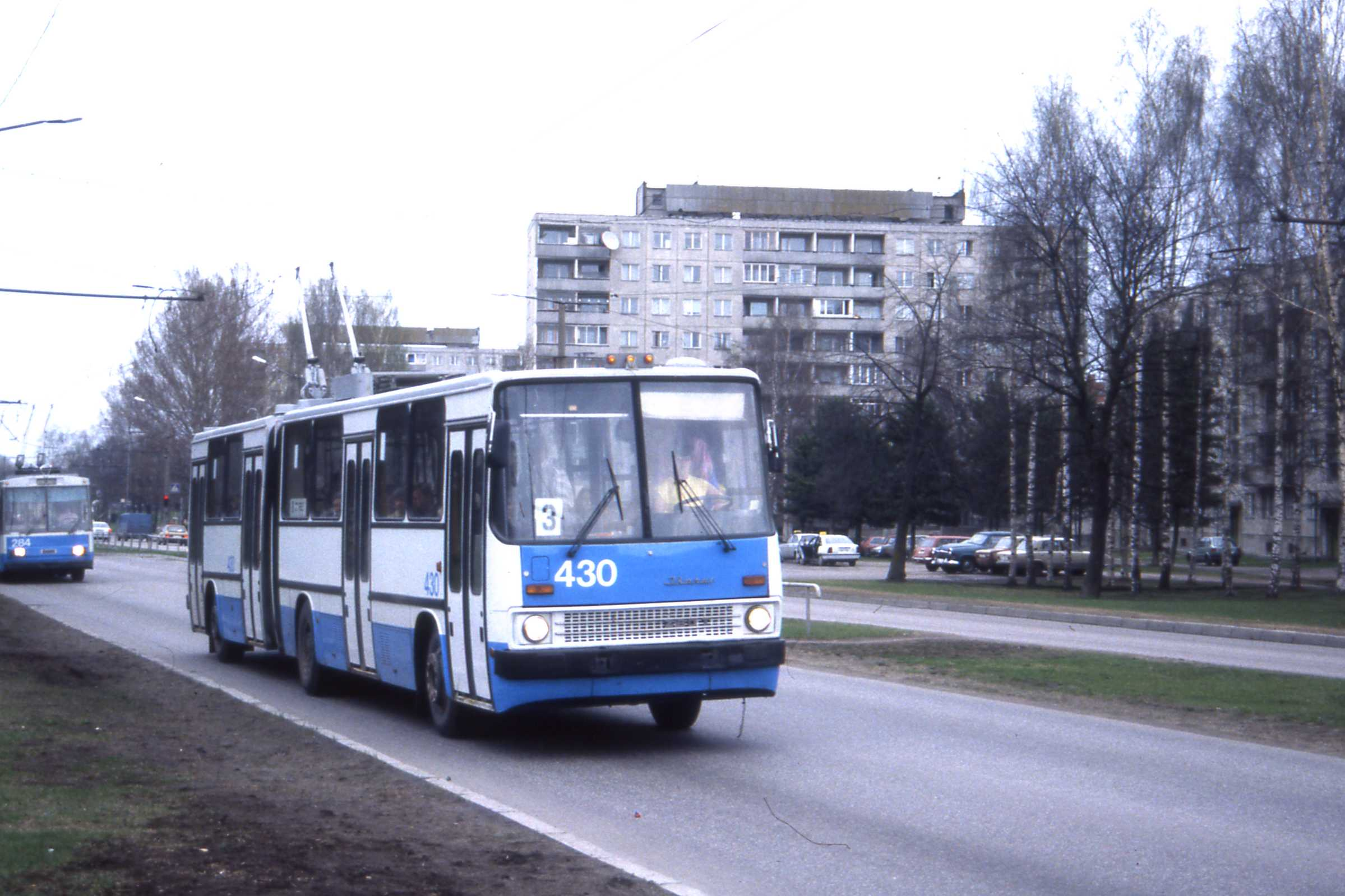
Ikarus troli Tallinnban

Észtország Ikarus trolibuszait használtan vásárolta a német Hoyerswerda-ból 1995-ben és 1996-ban, a hat darab jármű 426–431 pályaszámmal Tallinnban állt forgalomba. Az utolsó trolit 2004-ben kivonták a forgalomból.

### Lengyelország
Lengyelország nem vásárolt eredeti Ikarus trolit, az országban közlekedő példányok autóbuszokból lettek átalakítva. Az első darabot a Kapena gyár 1987-ben Słupsk-ban készítette egy hétéves Ikarus 280.26-os buszból, amely 1988 elején állt forgalomba. A városban 1999-ben megszűnt a trolibusz-közlekedés. 1988-tól 1993-ig Gdynia kilenc darab 280.26-os buszt alakított át trolibusszá. 1991-ben további három trolibuszt szerelt össze a Kapena Lublin számára. A lengyel trolibuszok a 280E jelzést kapták, közülük már egyik sem közlekedik.

### NDK

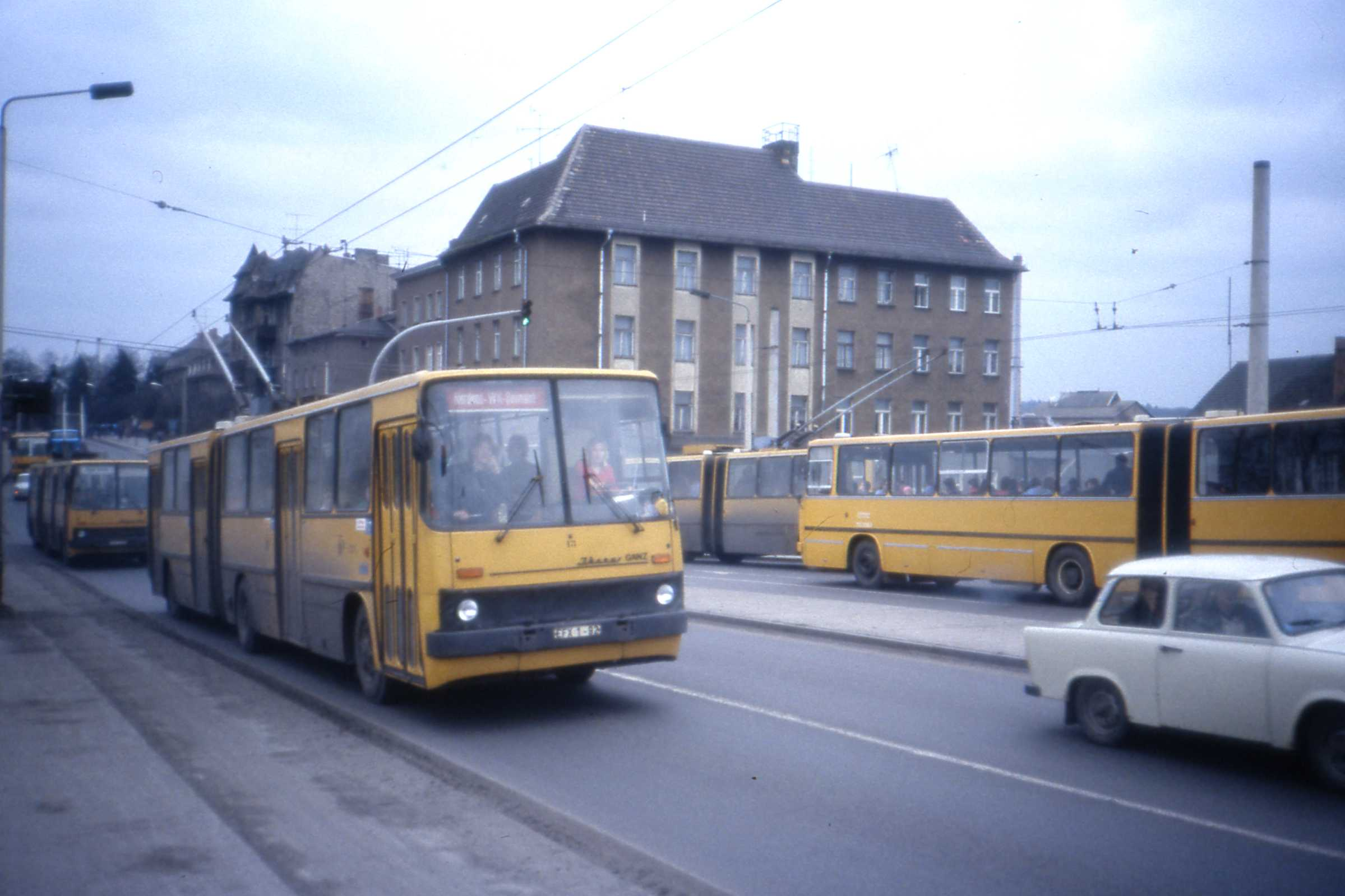
Eberswalde Ikarus buszokkal és trolibuszokkal

AZ NDK-ban a trolibuszállomány jelentősen leromlott az 1970-es években, a régi Škoda trolik elavultak, továbbá nem rendelkeztek csuklós buszokkal. Az első GVM-troli 1980-ban mutatkozott be a Lipcsei Őszi Vásáron, majd Weimarban. Sikeres próbafutások és átalakított elektronikus berendezések után 150 trolit rendeltek a németek, harmonikaajtós változatban 1985-ben és bolygóajtós változatban 1989-ben. A trolik Potsdamban (5 darab), Weimarban (15 darab), Eberswalde-ban (18 darab) és Hoyerswerda-ban (12 darab) közlekedtek. Öt troli Suhlba is került, de ezek nem álltak forgalomba, és hamar átkerültek Weimarba. Végül csak 55 darab GVM-troli érkezett meg az NDK-ba, mert Németország újraegyesítése után a trolikat elkezdték selejtezni, illetve néhányat Temesvár, Cseljabinszk, Tallinn és két példányt Szeged vásárolt meg.
Eberswalde 2015-ben Budapestről megvásárolta a 205-ös pályaszámú GVM-trolit, ezt felújították és nosztalgiajárműként tartják.

### Románia
Romániában csak Temesváron jártak Ikarus 280-as trolik, ezeket használtan vásárolták 1995 és 1999 között a német Weimarból és Eberswalde-ból. A járműveket 2008 körül selejtezték.

### Szovjetunió és Oroszország

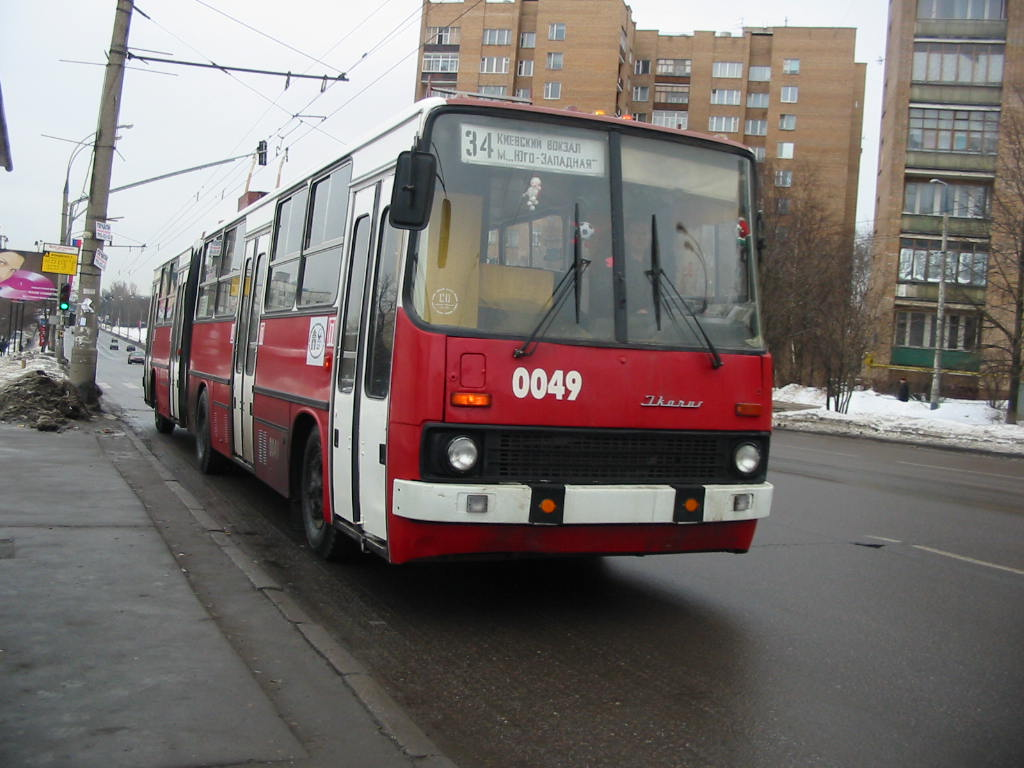
A 0049-es Moszkvában

1987-ben az Ikarus 2 prototípust készített: ezek Moszkvába kerültek, 0010 és 0011 pályaszámon. A 0010-es a Ganz bemutató járműveként volt kinn, rövid időn belül visszatért Budapestre, ahol állapota leromlott. A 0011-es a budapesti 199-essel egy időben készült, elektromos berendezéseik megegyeztek. Ez a jármű sem közlekedett sokáig, selejtezése után pedig szétvágták, és a moszkvai saját gyártású troliknak lett a mintadarabja.
Az 1997-ben gyártott újabb prototípust 1999-ben Moszkvában vették állományba 0049-es pályaszámmal. A troli tervezője az Obus volt, az előszerelést az Ikarus, a végső szerelést pedig a TMZ (Tusinszkij Masinosztroityelnij Zavod – Tusinói Gégyár) végezte. Az oroszok elsődleges célja az volt, hogy trolikat gyártsanak, de a gyár csődjével ebből a tervből végül nem lett semmi.
1993-ban Cseljabinszk az NDK-ból öt, majd 1998-ig további tíz használt GVM-trolit vásárolt, illetve alkatrésznek négy működésképtelen darabot. A trolibuszok 3850–3864 pályaszámmal álltak forgalomba. Napjainkban már egyik sem közlekedik, 2009-ig mindet selejtezték.
1988-tól 1991-ig a moszkvai SZVARZ (Szokolnyicseszkij Vagonoremontnij Zavod – Szokolnyiki Járműjavító Üzem) gyárban az MTRZ-vel (Moszkovszkij Trollejbusznoremontnij Zavod – Moszkvai Trolibuszjavító Üzem) együttműködve csuklós Ikarus autóbuszokat alakítottak át trolibusszá – az Ikarus gyár Moszkvában tesztelt Ikarus 280.91D típusjelű (a „D” betű a Dinamó aggregátot jelölte) prototípus trolibusza alapján. A módszerrel 58 jármű készült ZiU–9-es berendezéssel, ezek közül öt darabnál 18 méteres Ikarus 283 típusú busz volt a donor. Az ezredfordulóra 18 kocsi maradt, ebből 17 lett selejtezve 2002 és 2004 között, míg a 0034-es kocsit felújították, és nosztalgiatroliként közlekedik. Több város megvásárolta a selejtezett moszkvai kocsikat, Tverbe három, Vologdába öt, a grúz Rusztaviba pedig hét trolibusz került ily módon. A karbantartás elégtelensége miatt állapotuk hamar leromlott, így selejtezésük is hamar megtörtént: napjainkban már egyik sem közlekedik.

### Ukrajna
2016 decemberében az ukrajnai Bila Cerkva négy leselejtezett budapesti GVM-trolit vásárolt a BKV-tól, melyekkel a kiöregedett trolibuszflottájukat szerették volna ideiglenesen megújítani. Az egyiket csak donornak használták, a másik három kisebb szünetekkel még forgalomban van.

## További prototípus trolik
Az 1978-ban elkészült Ikarus 280.T3 prototípus BBC (Brown-Boweri & Cie AG) elektronikával, szaggatóval és örvényáramfékkel készült. A járműszekrényeket az Ikarus gyártotta, a villamos berendezéseket Genfben szerelték be. A trolikba még Volkswagen segédhajtást is építettek, emellett rugós áramszedő-lehúzóval is fel voltak szerelve. Az egyik trolit először Genfben, majd Budapesten is kipróbálták. 1981-ben Mexikóvárosban, 1982-ben San Franciscóban és Seattle-ben tesztelték. A próbafutások után visszakerült az Ikarushoz, további sorsa ismeretlen.
Az Ikarus 280.T5 Škoda-berendezéssel épült volna a csehszlovák piacra, de végül a tervet a magas költségek miatt nem valósították meg.

## Összefoglaló táblázat
| Altípus                  | Gyártásban               | Eredeti pályaszám                                                                                  | Villamos berendezés      | Ajtóelrendezés, ajtófajta                                     |                          |                          |
| Prototípusok             | Prototípusok             | Prototípusok                                                                                       | Prototípusok             | Prototípusok                                                  | Prototípusok             | Prototípusok             |
| Prototípus a BKV számára | Prototípus a BKV számára | Prototípus a BKV számára                                                                           | Prototípus a BKV számára | Prototípus a BKV számára                                      | Prototípus a BKV számára | Prototípus a BKV számára |
| ------------------------ | ------------------------ | -------------------------------------------------------------------------------------------------- | ------------------------ | ------------------------------------------------------------- | ------------------------ | ------------------------ |
| 280.T1                   | 1975                     | 100                                                                                                | ZiU                      | 4-4-4-4 harmonikaajtók                                        |                          |                          |
| 280.94                   | 1987                     | 199                                                                                                | ZiU                      | 2-2-2-2 bolygóajtók                                           |                          |                          |
| 280.T8                   | 1981                     | 300                                                                                                | BKV-VKI                  | 4-4-4-4 harmonikaajtók                                        |                          |                          |
| További prototípusok     |                          | |                          |                                                               |                          |                          |
| 280.T3                   | 1978                     | –                                                                                                  | BBC                      | 2-2-2-2 bolygóajtók                                           |                          |                          |
| 280.T3/1                 | 1978                     | T6-282 (Szeged)                                                                                    | BBC                      | 2-2-2-2 bolygóajtók                                           |                          |                          |
| 280.T4                   | 1978                     | T4-281 (Szeged)                                                                                    | Kiepe-Obus               | 2-2-2-2 bolygóajtók                                           |                          |                          |
| 280.T6                   | 1980                     | T6-281 (Szeged)                                                                                    | Ganz                     | 2-2-2-2 bolygóajtók                                           |                          |                          |
| 280.T6/1                 | 1980                     | 400 (Debrecen)                                                                                     | Ganz                     | 2-2-2-2 bolygóajtók                                           |                          |                          |
| 280.T7                   | 1980                     | T7-281 (Szeged)                                                                                    | Hitachi                  | 2-2-2-2 bolygóajtók                                           |                          |                          |
| Szériatrolik             |                          | |                          |                                                               |                          |                          |
| A BKV számára            |                          | |                          |                                                               |                          |                          |
| 280.91                   | 1976                     | 101–155                                                                                            | ZiU / Kiepe-Obus         | 4-4-4-4 harmonikaajtók                                        |                          |                          |
| 280.91                   | 1978                     | 156–178                                                                                            | ZiU / Kiepe-Obus         | 4-4-4-4 harmonikaajtók                                        |                          |                          |
| 280.94                   | 1987–1989                | 200–282                                                                                            | Ganz                     | 4-4-4-4 harmonikaajtók (1987) 2-2-2-2 bolygóajtók (1988–1989) |                          |                          |
| A DKV számára            |                          | |                          |                                                               |                          |                          |
| 280.T9.90                | 1991                     | 401–404                                                                                            | Obus                     | 2-2-2-2 bolygóajtók                                           |                          |                          |
| Az SZKT számára          |                          | |                          |                                                               |                          |                          |
| 280.T9.90                | 1991–1992                | 500–505                                                                                            | Obus / Ganz              | 2-2-2-2 bolygóajtók                                           |                          |                          |
| Bulgária számára         |                          | |                          |                                                               |                          |                          |
| 280.92                   | 1985–1991                | 1200–2925 (Szófia) 116–119 (Vraca)                                                                 | Ganz                     | 4-4-4-4 harmonikaajtók                                        |                          |                          |
| Az NDK számára           |                          | |                          |                                                               |                          |                          |
| 280.93                   | 1985 és 1989             | 4–16, 21–25 (Eberswalde) 214–218 (Suhl) 451–455 (Potsdam) 570–581 (Hoyerswerda) 8020–8034 (Weimar) | Ganz                     | 4-4-4-4 harmonikaajtók (1985) 2-2-2-2 bolygóajtók (1989)      |                          |                          |

## Képgaléria

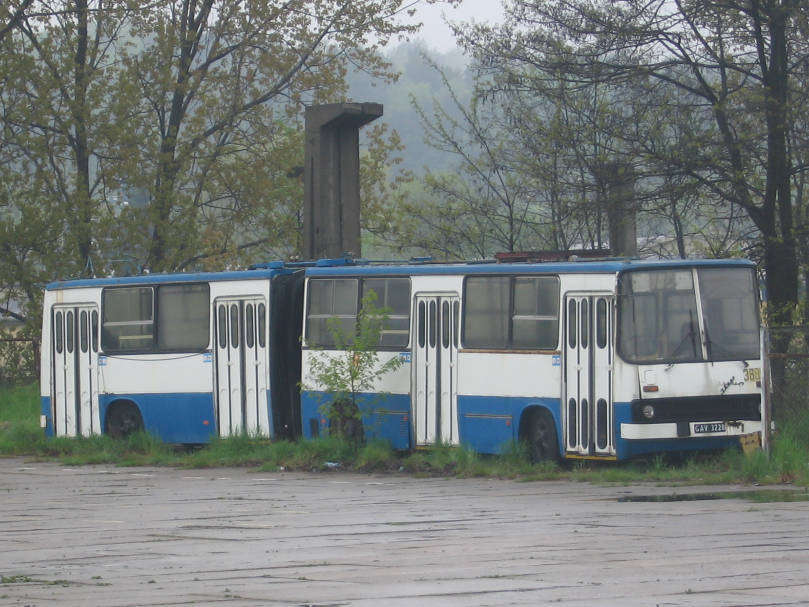
Autóbuszból átalakított troli Gdyniában
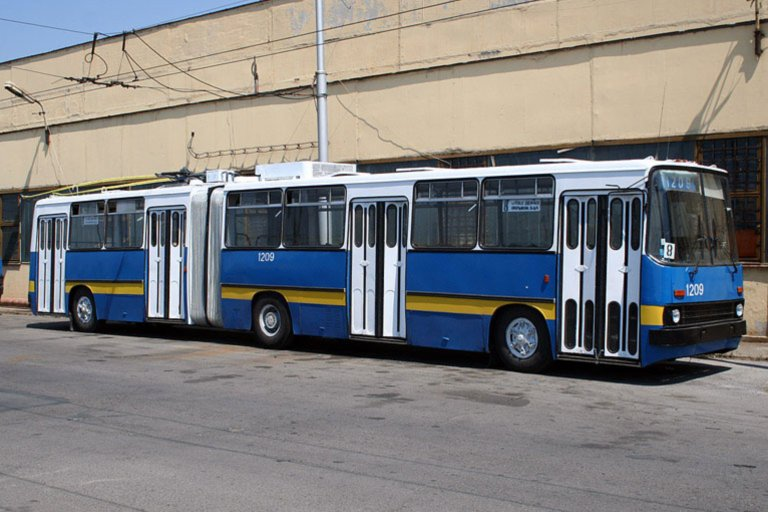
280.92-es Szófiában
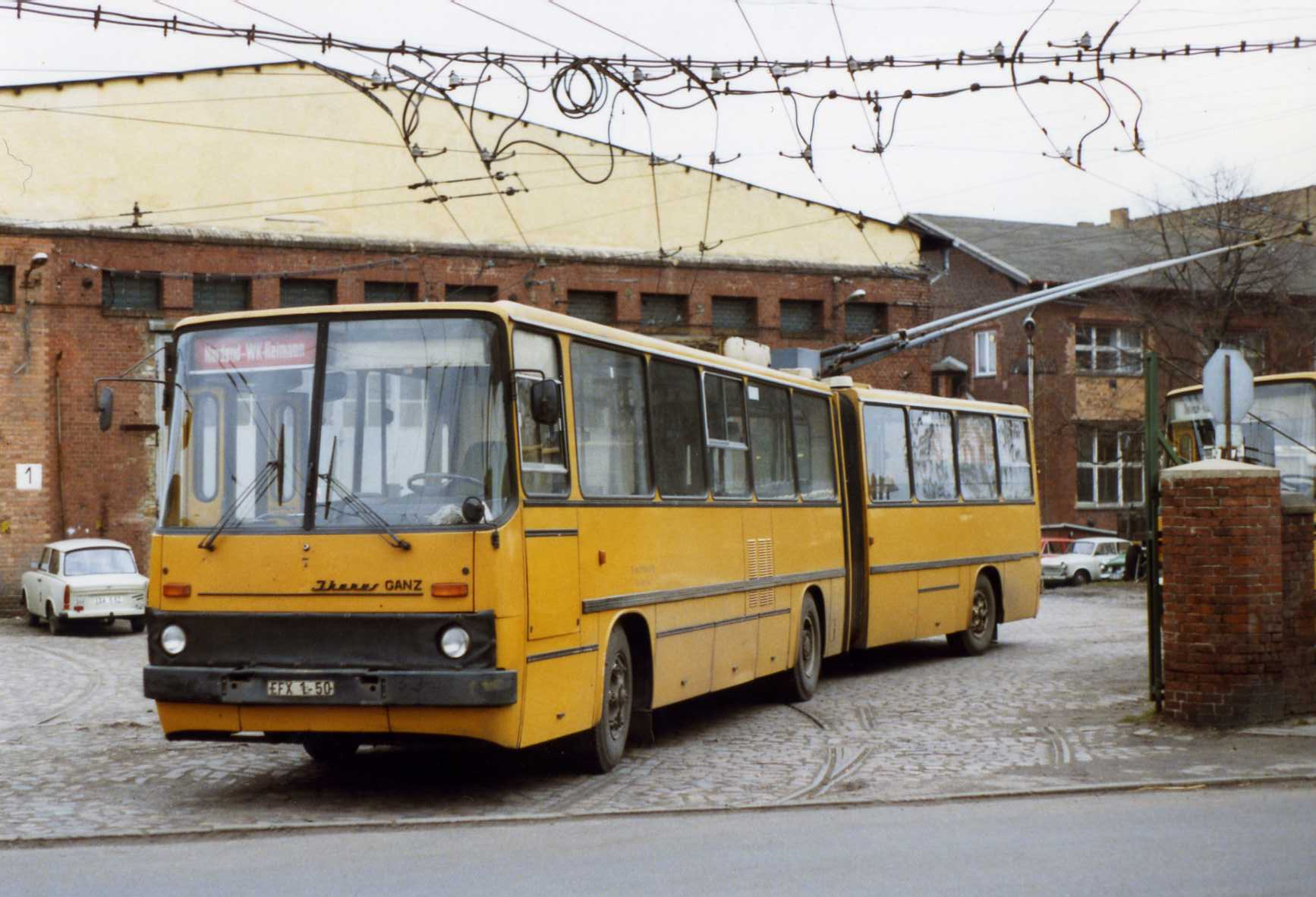
280.93-as az NDK-ban (Eberswalde)
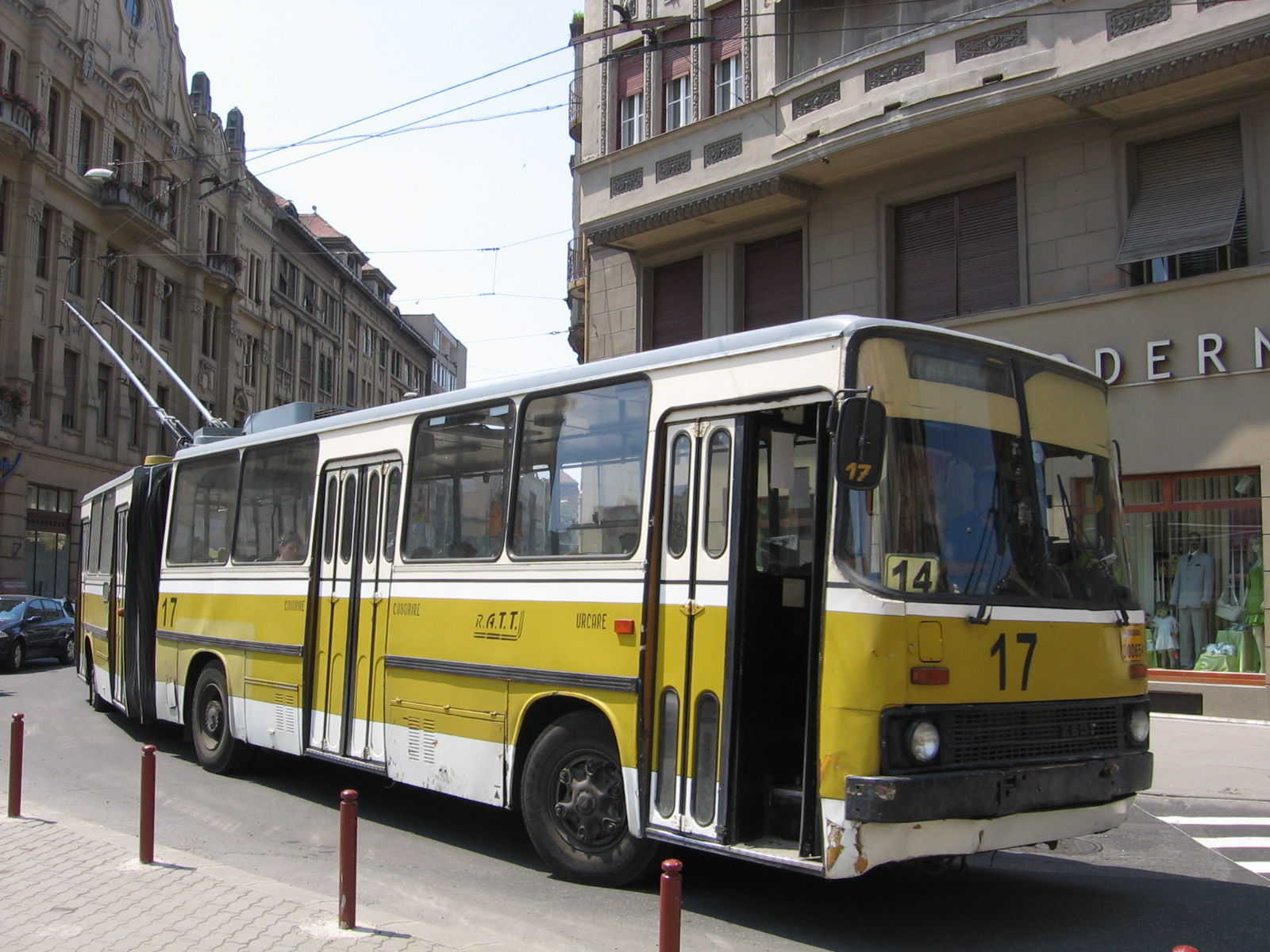
Ex-NDK-s GVM-troli Temesváron
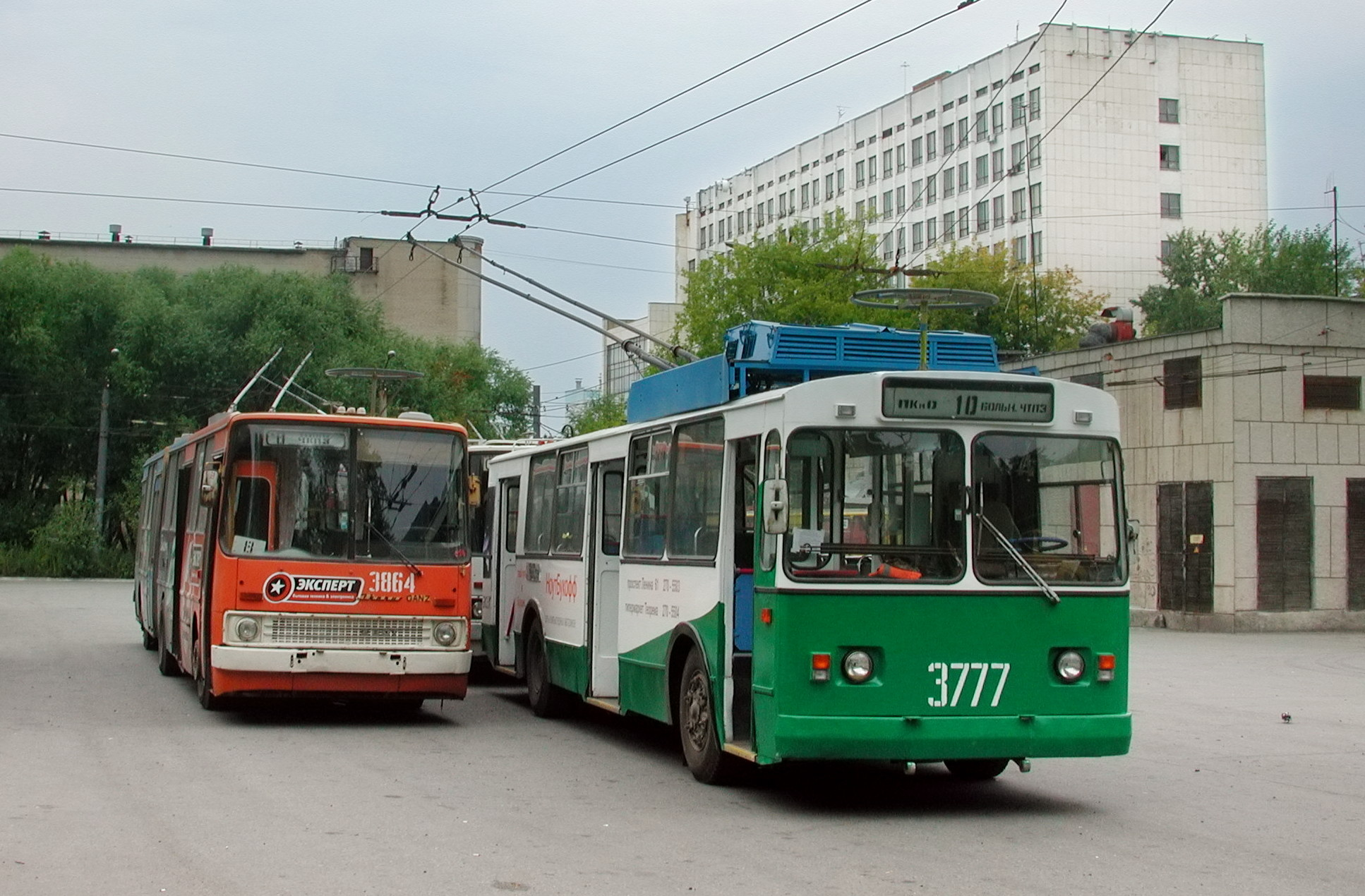
Korábbi NDK-s Ikarus troli Cseljabinszkben
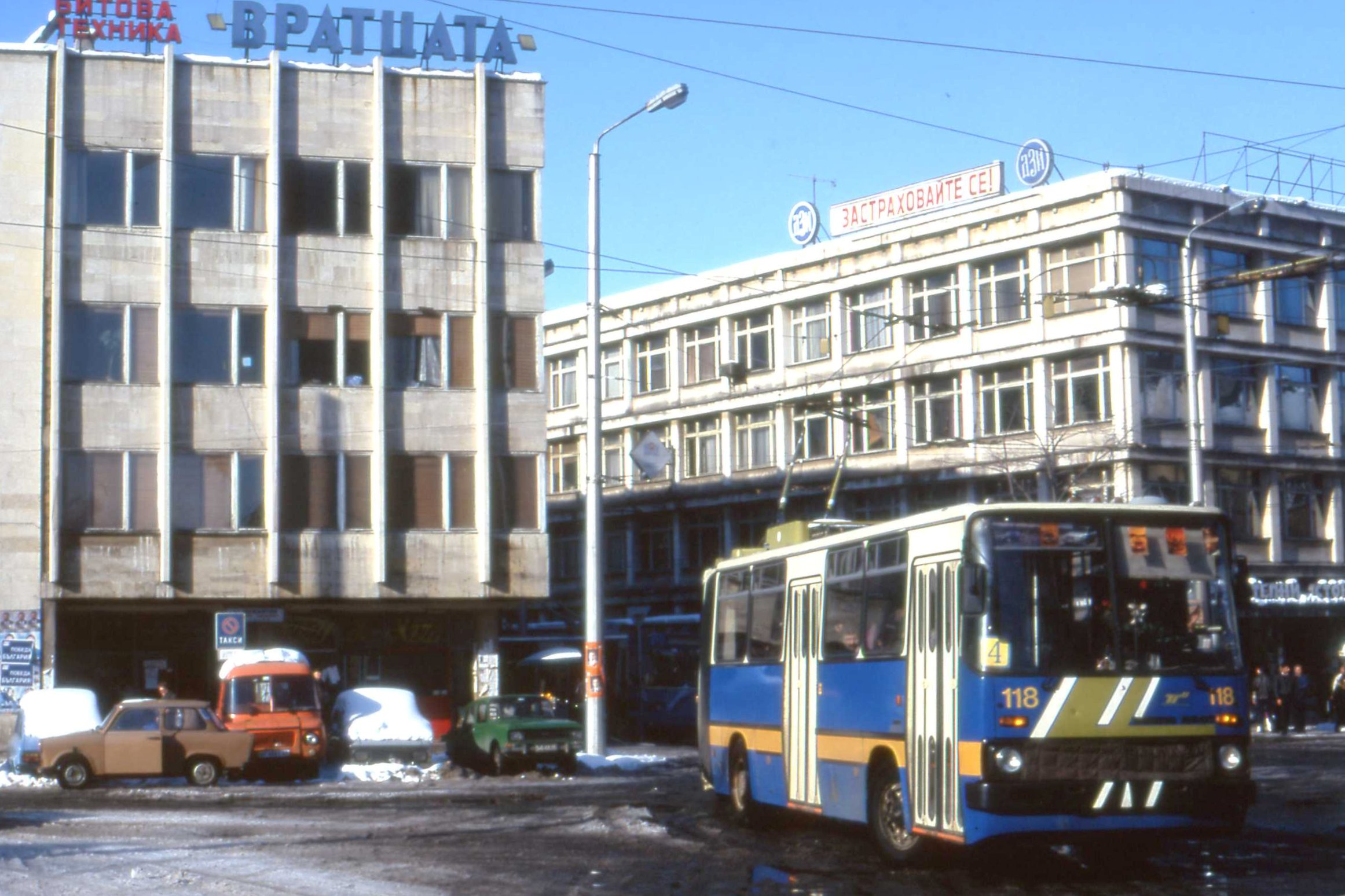
A bulgáriai Vracában